# Daniel Bellinger
Daniel George Bellinger (Las Vegas, 22 settembre 2000) è un giocatore di football americano statunitense che milita nel ruolo di tight end per i New York Giants della National Football League (NFL).

## Carriera

### New York Giants
Bellinger al college giocò a football alla San Diego State University. Fu scelto nel corso del quarto giro (112º assoluto) assoluto nel Draft NFL 2022 dai New York Giants. La sua prima ricezione fu contro i Carolina Panthers il 18 settembre 2022 con cui segnò il touchdown del momentaneo pareggio. Nella settimana 7 contro i Jacksonville Jaguars Devin Lloyd gli infilò un dito nell'occhio, costringendolo a un'operazione chirurgica. La sua prima stagione regolare si chiuse con ricezioni per 268 yard, 2 touchdown su ricezione e uno su corsa in 12 presenze, di cui 11 come titolare. Nel primo turno di playoff segnò un touchdown su ricezione nella vittoria in casa dei Minnesota Vikings per 31-24.